# Der kleine Soldat
Der kleine Soldat (Le petit soldat) aus dem Jahr 1960 ist der zweite Langspielfilm von Jean-Luc Godard. Die Hauptfigur spricht in diesem Film einen der meistzitierten Sätze Godards: Die Fotografie, das ist die Wahrheit. Kino, das ist die Wahrheit 24 Mal in der Sekunde.
Obwohl im Spionagemilieu angesiedelt, besteht der Film weniger aus pausenloser Action, als dass er zahlreiche Stadtansichten von Genf zeigt oder sich in Wohnungen abspielt. So lobt die Kritik die schwarzweiße „bemerkenswerte Fotografie, die die Atmosphäre von Genf bei Tag und Nacht mit großer Sensibilität einfängt.“ Getadelt wird das Werk für die „Naivität seines Weltbilds“. Bruno redet in Monologen viel über Kino, Politik, Revolution und Ideale und gibt dabei Godards Standpunkte wieder. Der letzte Teil besteht aus einem langen Monolog Brunos in Veronikas Wohnung. Es gibt etliche Anspielungen auf andere Werke der Kunst, sie reichen vom Namen Veronikas (auf Carl Theodor Dreyer) über Bach bis Aragon. Dieses Zitieren wird dem Film als übertrieben angelastet; es nütze nur Eingeweihten, die einen ähnlichen Geschmack wie Godard haben und die Anspielungen verstehen. Im Film gibt es weitere prägnante Äußerungen der Figuren, etwa: „Wenn eine Frau allein im Leben steht, ist sie entweder eine Nutte oder ein Spitzel.“ Es war Godards erste Arbeit mit Anna Karina, die er bald heiratete.
Als der Film entstand, wurde in Frankreich wegen des Algerienkriegs die Filmzensur verschärft. Wegen als subversiv empfundener Aussagen wurde Der kleine Soldat umgehend verboten. Erst nach Ende des Algerienkrieges kam er am 25. Januar 1963 zur Aufführung. In Deutschland war der Film erstmals 1966 zu sehen.

## Handlung
Die Geschichte spielt sich vor dem Hintergrund des Algerienkrieges ab, als sich in der Kolonie die arabischen Algerier von Frankreich unabhängig erklären wollten und sich die weißen französischen Algerier gewaltsam widersetzten. Schauplatz ist Genf, wo auf neutralem Boden eine französische Geheimorganisation (man darf den Vorläufer der späteren 1961 gegründeten OAS vermuten) und arabische Agenten (es kann sich um die FLN handeln) sich gegenseitig brutal und mörderisch bekämpfen. Zwischen die Fronten gerät der französische Deserteur Bruno, der nebenbei dem russischen Fotomodell Veronika begegnet. Bruno erhält von den Franzosen einen Auftrag: Er soll einen arabischen Mittelsmann umbringen. In Monologen äußert er Zweifel am Sinn dieses Kampfes.
Da er die Ausführung des Attentats zu zögerlich angeht, halten ihn die Franzosen für einen Verräter. Zugleich entlarven ihn die Araber und entführen ihn in eine Wohnung, wo sie ihn foltern. Er befreit sich durch einen Sprung aus dem Fenster und versucht mit den Franzosen Reisepässe für sich und Veronika auszuhandeln. Als Gegenleistung führt er den vorgesehenen Mord aus – vergebens, da die Organisation Veronika als Doppelagentin verdächtigt und umgebracht hat.